# 王體言
王體言。山西聞喜縣人，清朝政治人物、同進士出身。

## 生平
明崇禎十五年（1642年）壬午科山西鄉試举人。明亡仕清，顺治三年（1646年）登进士，授陕西隴西縣知縣。